# La Valentine (Marseille)
Pour les articles homonymes, voir La Valentine.
La Valentine est un quartier du 11e arrondissement de Marseille. Il est situé à l'est de la ville, sur la rive droite de l'Huveaune, entre les Trois-Lucs, les Accates, Saint-Menet et La Montre.

## Histoire

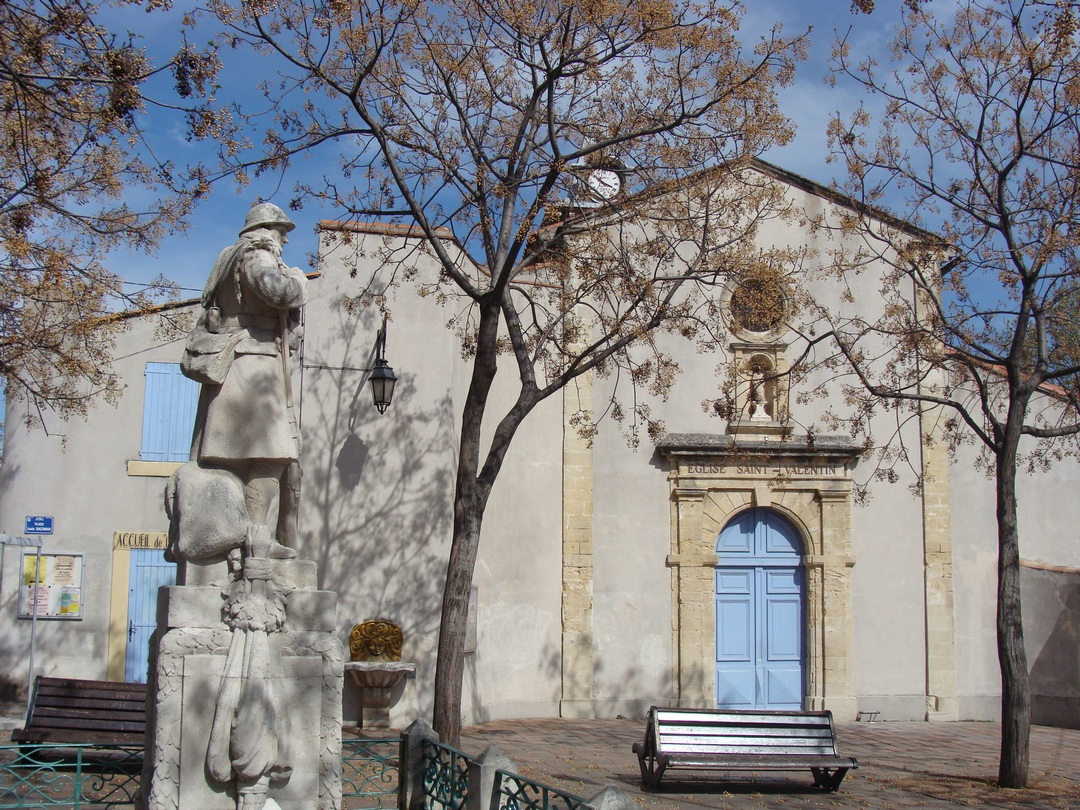
L'église Saint-Valentin au cœur du village

Le cartulaire de l'abbaye Saint-Victor de Marseille (1057) désigne le lieu comme Ulmeta. En 1340, on le trouve nommé les Balmettes (= petites falaises). En 1440, un certain Jean Valentin et son fils unique Milhaud y achètent une bastide, bientôt baptisée la Valentine. Par extension, le nom désigne progressivement le village qui peu à peu se développe là. Au XVIIIe siècle, Mgr de Belsunce vint y consacrer l'église à Saint-Valentin. 
Au XIXe siècle, le village reçut du canal de Marseille l'eau nécessaire à l'irrigation de ses cultures. La deuxième moitié du XXe siècle a amené dans cet espace jusque-là campagnard des commerces de masse destinés à concurrencer les commerces traditionnels du centre-ville. Aujourd'hui, la Valentine est plus connue des Marseillais pour ses centres commerciaux que pour son village, pourtant bien vivant (environ 2 400 habitants).

## Activités commerciales

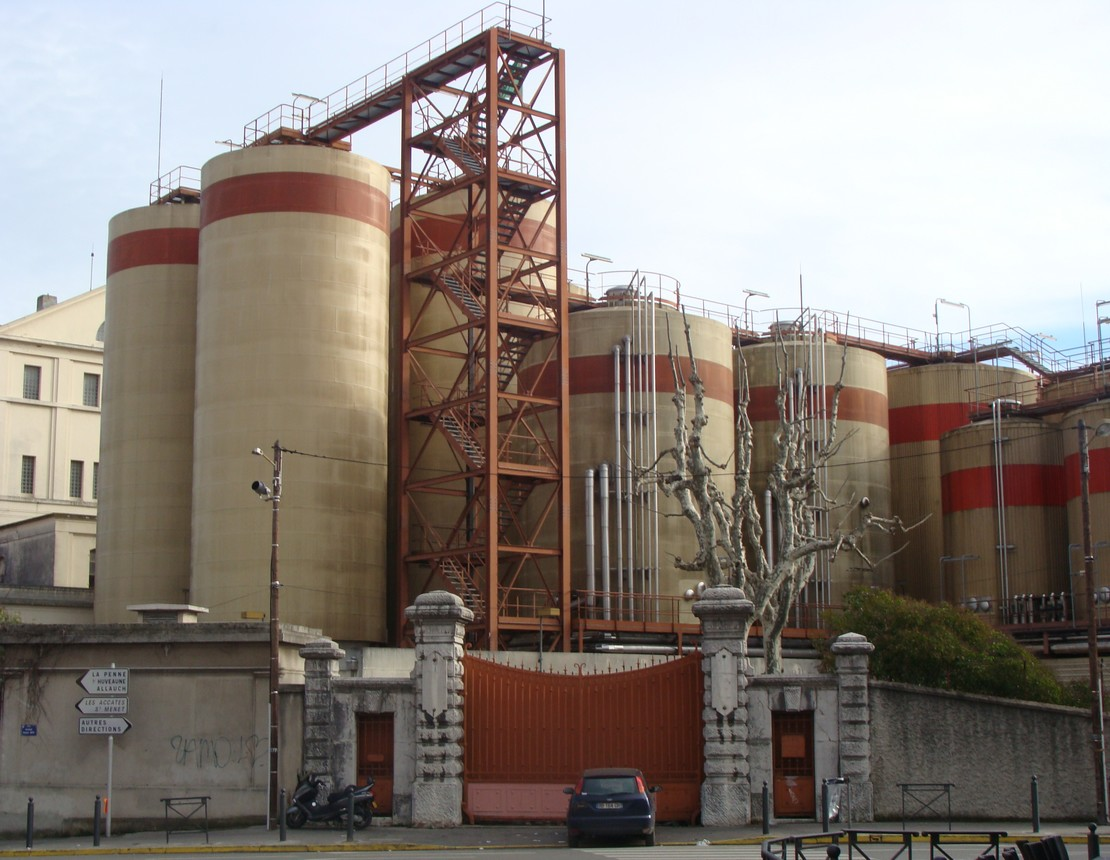
L'usine Heineken de la Valentine

### La brasserie
Située en plein cœur du village de la Valentine, la « brasserie du Phénix » est construite en 1872. Encore aujourd'hui, cet oiseau de la mythologie égyptienne est présent à l'entrée du bâtiment administratif et de la salle de brassage. La bière du Phénix n'existe plus, et la brasserie est aujourd'hui propriété du groupe Heineken ; c'est l'un des trois sites de ce groupe implantés en France. C'est sur le site de La Valentine qu'ont vu le jour Panach' (premier panaché en bouteille) en 1979, puis Monaco de Panach' (premier monaco en bouteille) en 1995.

### Les centres commerciaux
Deux zones commerciales principales sont implantées entre la « petite route d'Aubagne » (D 2) et la route des Trois-Lucs à Saint-Menet (D 4), de part et d'autre de l'autoroute A 50 :
- côté sud, le plus récent (1982), l'ensemble « la Valentine », autour des magasins Printemps, Darty et Fnac.
- côté nord, plus ancien (25 mars 1970), le Géant Casino et sa galerie marchande (40 commerces) et l'ensemble « Grand V[3] » (50 commerces).

En outre, les activités commerciales ne cessent de s'étendre le long de l'avenue des Peintres-Roux.

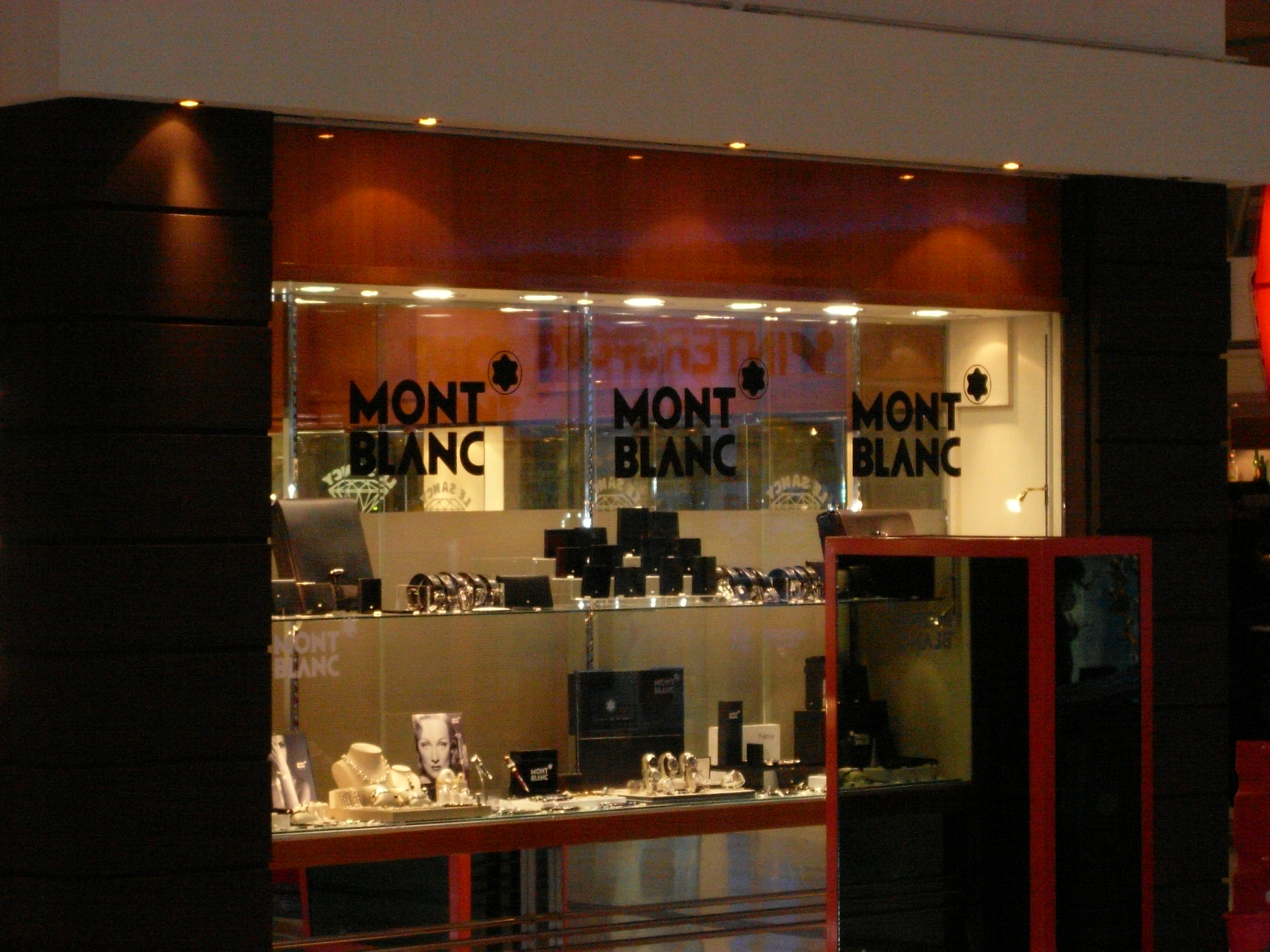
Vitrine dédiée à la marque Mont-Blanc dans une boutique du centre commercial La Valentine

### Autres activités de service
- Un cinéma multiplexe de 2 436 places
- Quatre lieux de restauration
- Six hôtels
- 9 concessionnaires automobiles

### Accès
- En voiture :
  - par l'autoroute A 50 depuis Marseille-Centre (Vieux-Port ou Capelette, sortie directe) ou depuis Aubagne (sortie à Saint-Menet, puis D 2)
  - par la route des Trois-Lucs depuis Marseille-Nord (la Rose)
  - par la « petite route d'Aubagne » (D 2) depuis les Caillols
  - par la route nationale Marseille - Aubagne et embranchement à la Barasse
- En bus RTM:
  - ligne  depuis métro la Rose (passe près du village puis termine aux centres commerciaux > Terminus la Valentine CC)
  - lignes     depuis métro la Timone / Saint Pierre (contournent les centres commerciaux, puis traversent le village vers Éoures, les Camoins, la Treille)
  - ligne  depuis Metro Sainte-Marguerite-Dromel (terminus centre commerciaux > La Valentelle)
  - ligne  depuis la place Castellane par autoroute (passe par les centres commerciaux)
  - ligne Ligne 64 depuis la gare de la Barasse ou d’Allauch et Plan-de-Cuques (passe par les centres commerciaux)
- Réseau Cartreize :
  - ligne  240 (Marseille Métro la Fourragère / Pôle d’échange d’Aubagne (gare routière)) (passe par les centres commerciaux)
- En train :
  - ligne de Marseille à Vintimille aux gares de Saint-Marcel et de la Barasse

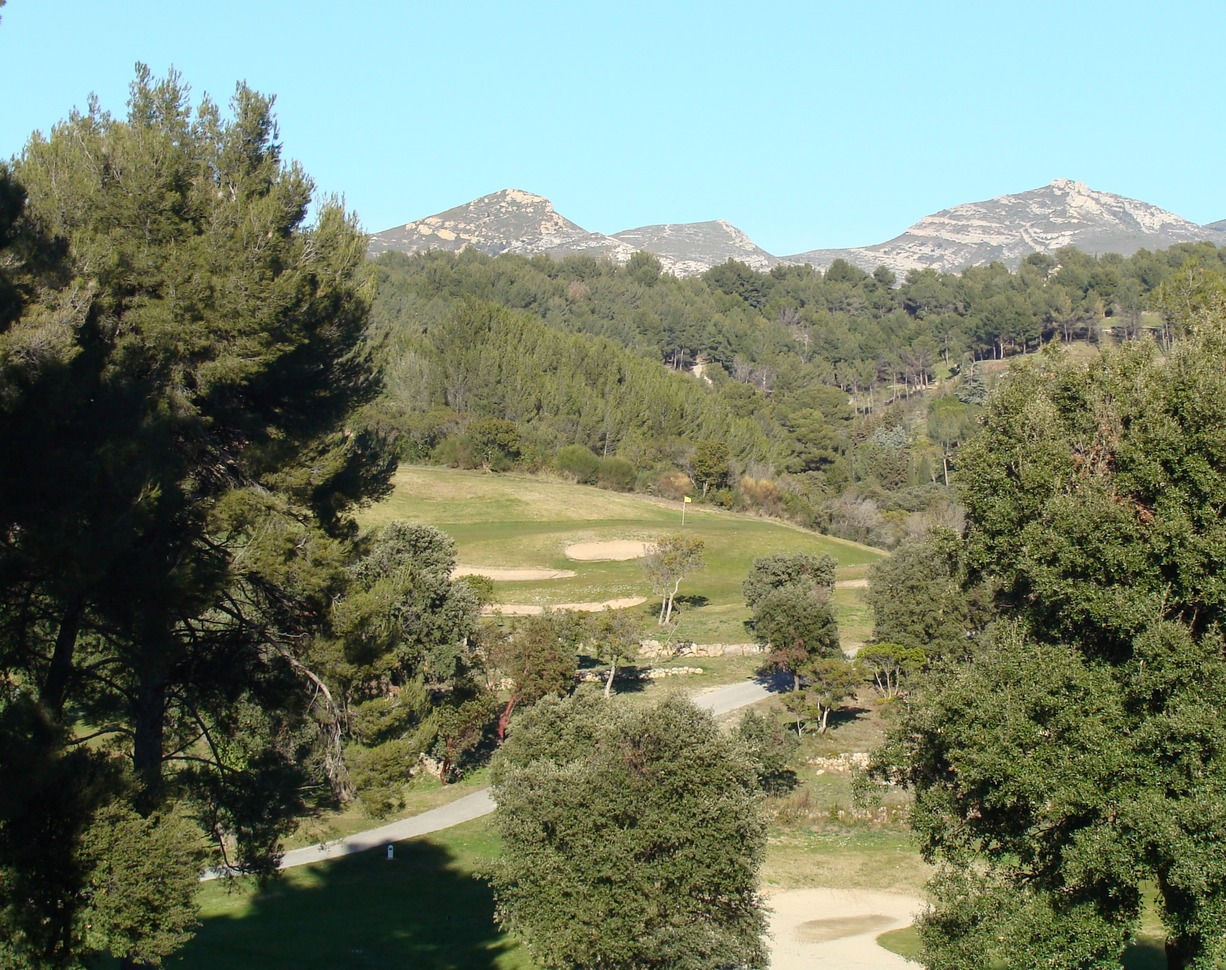
Le golf de la Salette (vue partielle)

## Lieux et monuments
- Le vieux village, ses rues, sa place et son église Saint-Valentin.
- Le stade de la Jouvène-Pierre-d'Acunto, construit en 2001. Siège du CAM Phenix (club de football amateur).
- La nécropole des Vaudrans[4]
- Le golf de la Salette
- Le refuge de la SPA, faisant fonction de fourrière animale municipale.
- L'établissement pour mineurs (EPM), bâtiment pénitentiaire pour les mineurs des Bouches-du-Rhône et du Var.
- Le Château de la Buzine, dont parle Marcel Pagnol dans ses souvenirs d'enfance, et qui est le château éponyme du deuxième tome de ceux-ci, "Le château de ma mère".
- Le Château Saint-Antoine, dont parle Marcel Pagnol dans ses souvenirs d'enfance, et qui est le "château du comte".

## Personnalités liées à la commune
- Le commandant comte Guy de Robien[5], héros de la guerre 1914-1918. Guy de Robien acheta la bastide "La Rousse", la transforma et lui donna le nom de "Château Saint-Antoine". Il s'y retira à la retraite, avant de reprendre du service et de mourir au champ d'honneur le 5 janvier 1915, à Roclincourt dans le Pas-de-Calais.
- Marcel Pagnol, dans ses "Souvenirs d'enfance", cite quatre châteaux que la famille traverse pour se rendre à sa "maison de campagne" de La Treille. Deux de ces châteaux sont clairement identifiés[6] aujourd'hui. Le premier est le château éponyme du deuxième tomes de ceux-ci, "Le château de ma mère", que Marcel Pagnol a effectivement acheté pour y installer des studios de cinéma, projet interrompu par la guerre; c'est  le Château de la Buzine. Le second est le "château du comte", le commandant Guy de Robien, héros de la guerre de 14-18 dont, dans son livre Marcel Pagnol a fait un héros de la guerre de 1870 ; c'est le Château Saint-Antoine. L'itinéraire, certes, est fantaisiste, mais les châteaux sont bien réels et, restaurés, ils font partie aujourd'hui du patrimoine marseillais.